# هینن‌اورد
هینن‌آورد (به هلندی: Heinenoord) یک منطقهٔ مسکونی در هلند است که در بینن‌ماس واقع شده‌است. هینن‌اورد ۳٬۵۵۹ نفر جمعیت دارد.